# かまち潤
かまち 潤（かまち じゅん　1947年 -）は、日本の音楽評論家、レコード・コレクター。
ポピュラー・ミュージックとレコードの収集に40年以上没頭し、近年はとくに1950年代から1960年代のアメリカン・ポップスのオリジナル盤収集に注力している。
雑誌や単行本の企画編集、執筆及びレコードの制作などで活動。

## 著書
- 『ロック決定盤』（北中正和共著、音楽之友社、On books） 1979
- 『レコード収集ここがポイント』（音楽之友社、On books） 1980
- 『ロックン・ロール&ポップス事典'55～'63』（音楽之友社、On books） 1988
- 『音楽タイム・トラベル : 365days+1』（音楽之友社、Music almanac） 1990
- 『LPレコードの逆襲 : CDは音楽の楽しみを奪った』（毎日新聞社、ミューブックス） 1991
- 『オールディーズ・ベスト・ヒット200 : '53～'63』（音楽之友社、On books） 1992
- 『ヒットパレード黄金時代 : ラジオから生まれたヒット曲 : 1955 - 1970』（監著、バーン・コーポレーション） 1997
- 『クリスマス・ソングのすべて』（小学館、スーパークエスト文庫） 1997
- 『これがリヴァプール・サウンドだ!』（小学館、スーパークエスト文庫） 1998
- 『アナログ・レコード・コレクション : Analog record collection』（編著、バーン・コーポレーション） 1998
- 『ロック広告パラダイス : 米音楽誌に見るビートルズ時代の宣伝広告』（編著、バーン・コーポレーション） 1999
- 『全米NO.1ヒットグラフィティ : 史上初! 20世紀ポップス全米チャートNO.1シングル大全集 : 全1092曲永久保存版』（監、平和出版、Peace mook） 2001
- 『ラストシーン : 伝説のミュージシャン155人の墓碑銘』（徳間書店、徳間文庫） 2002
- 『20世紀ポップス名曲事典 : 1955～1999年不滅のヒットソング550 : 永久保存版』（平凡社） 2005
- 『世界初! これがビートルズ・カヴァー決定版 : ベンチャーズ、ビーチボーイズからエアロスミスまで2000曲大集決』（オリコン・エンタテインメント） 2005
- 『日本人が愛した懐かしの洋楽ポップス事典』（平凡社） 2006
- 『洋楽アルバム千枚漬 : 20世紀名盤珍盤必聴ガイド1000選』（小学館プロダクション、Shopro books） 2008
- 『ゴールデン・メモリーズ・オブ・ロック : ロックン・ロールの誕生からヒップ・ホップまで50年のあゆみ』（メディア総合研究所） 2009
- 『デス・ファイル・オブ・ロック : 伝説のミュージシャン100+の死に様』（彩流社） 2009
- 『死ぬまでに聴け! バラード200』（青弓社） 2010
- 『TVコマーシャルと洋楽コマソン40年史 : 1970～2009年』（清流出版） 2010
- 『I LOVE POPS : ヒット曲で見るポップス50年 : 私のTOP40』（湯川れい子共著、小学館） 2011
- 『ネームゲーム : ロックの履歴書』（小学館、小学館文庫） 2011
- 『ロック・ギタリストまるかじり』（彩流社） 2014